# Widderchen

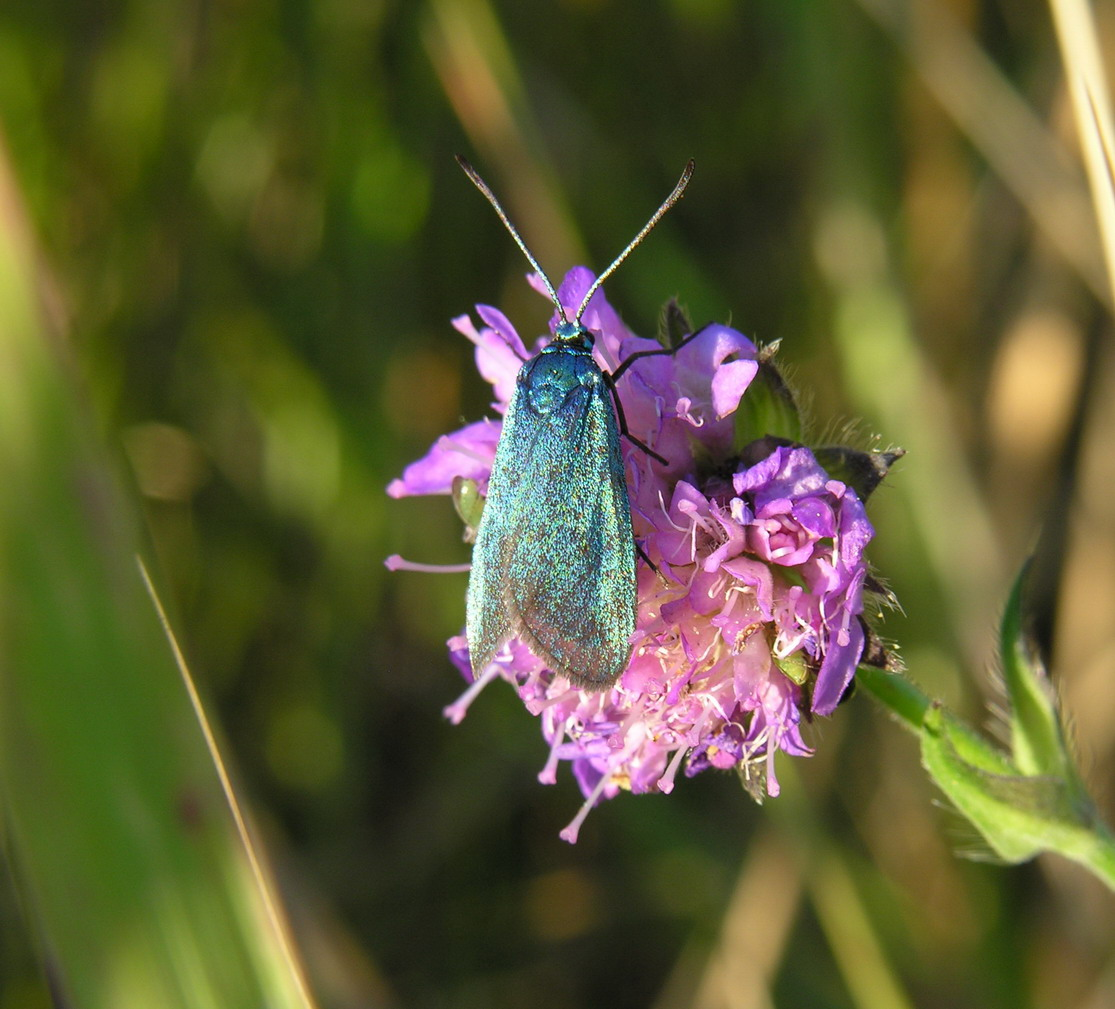
Ampfer-Grünwidderchen (Adscita statices)

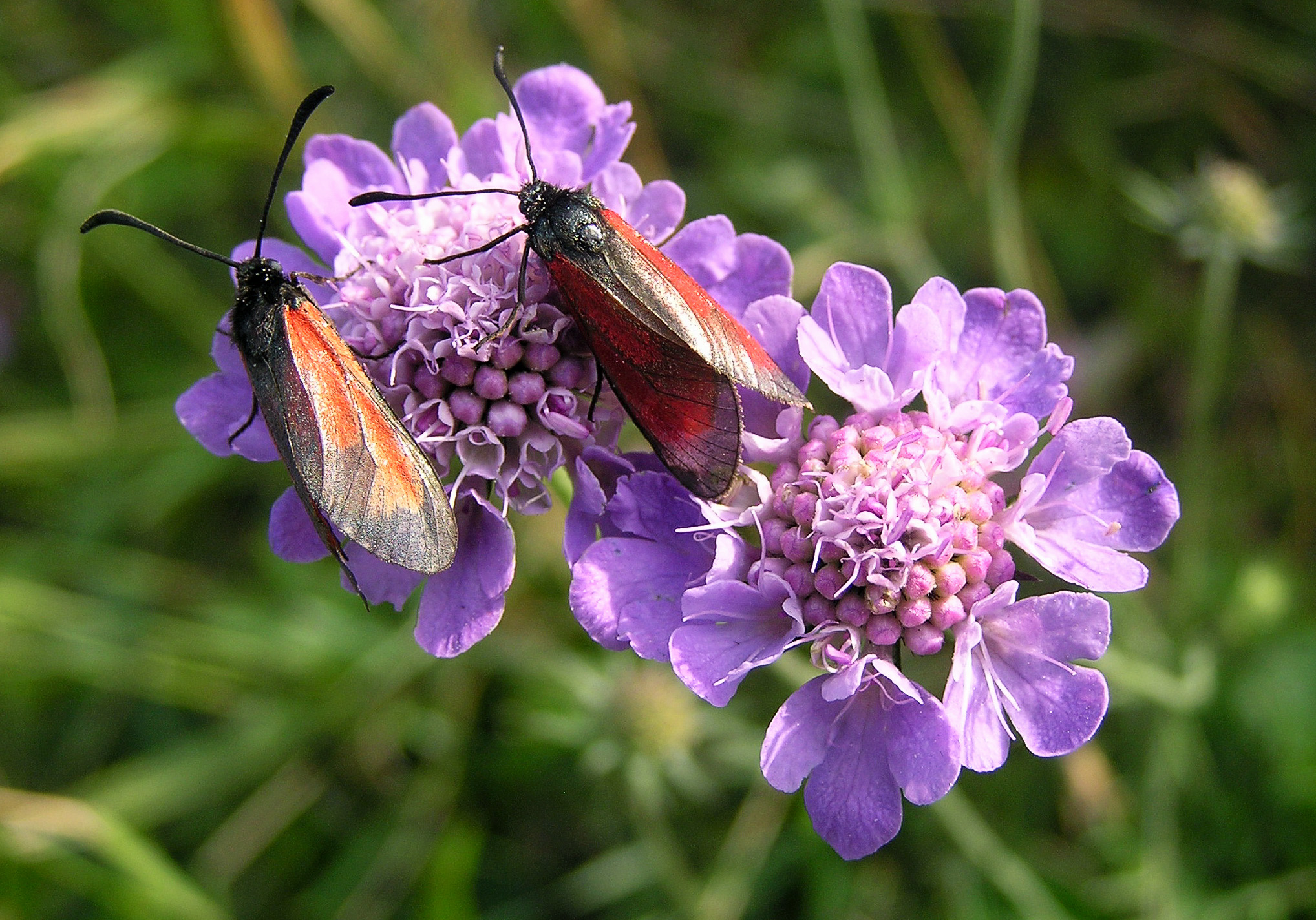
Thymian-Widderchen (Zygaena purpuralis)

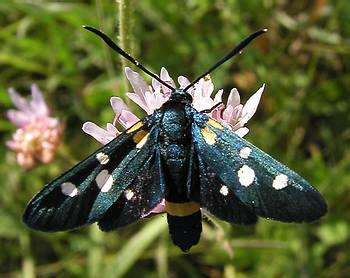
Veränderliches Rotwidderchen (Zygaena ephialtes)

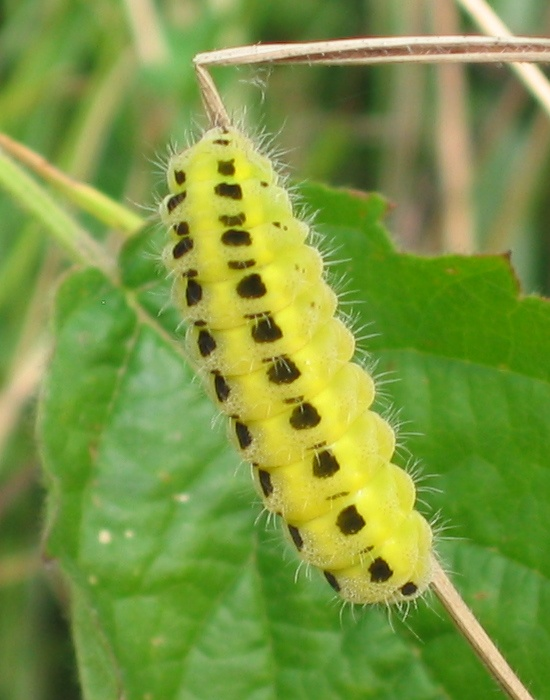
Raupe des Sechsfleck-Widderchens (Zygaena filipendulae)

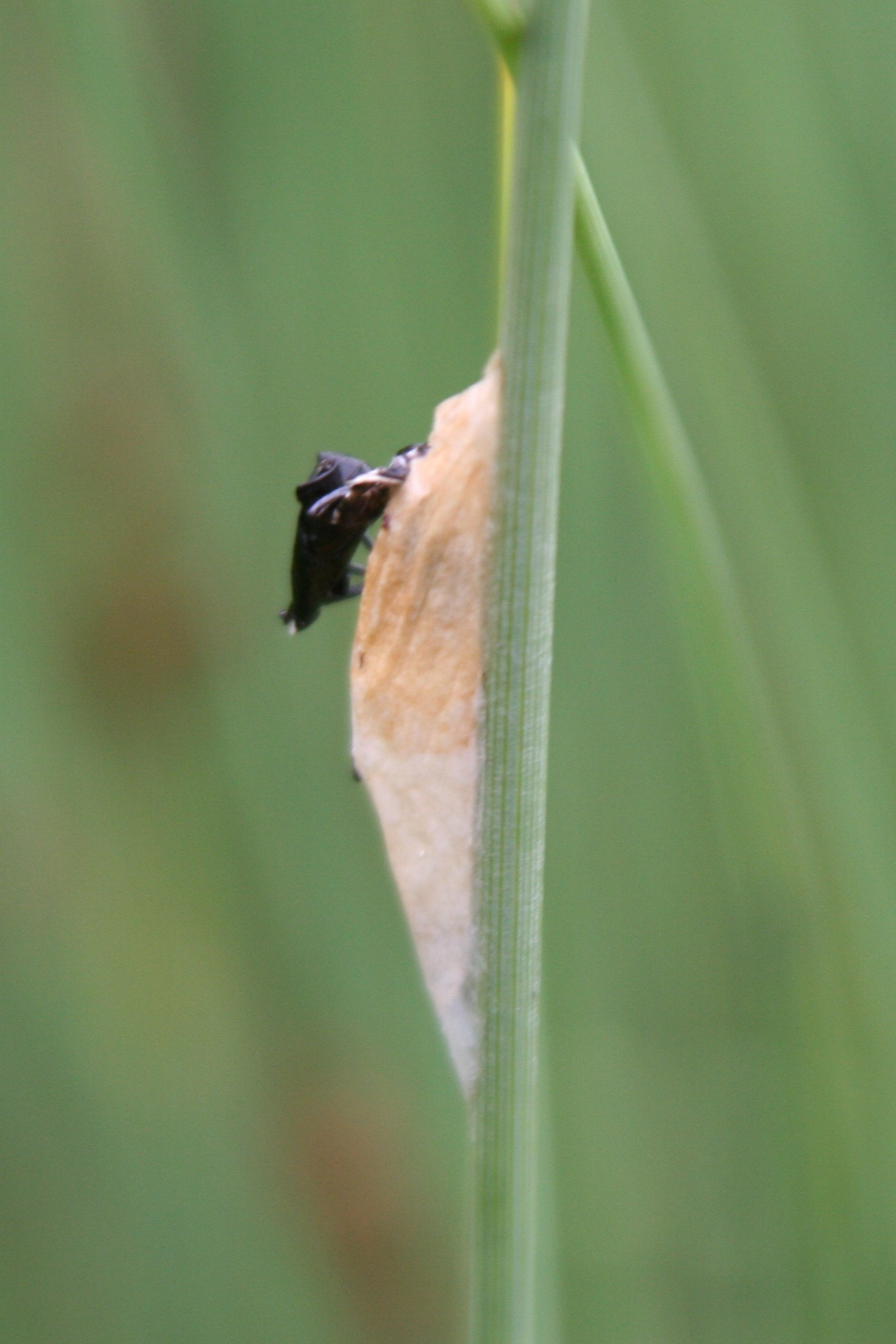
Kokon einer Rotwidderchen-Art mit Resten der Puppenhaut

Die Widderchen, Blutströpfchen oder Zygänen (Zygaenidae) sind eine Familie der Schmetterlinge (Nachtfalter). Sie kommen weltweit mit mehr als 1000 Arten vor, ihr Hauptverbreitungsgebiet sind die Tropen und Subtropen Asiens und die Paläarktis.

## Merkmale
Die fünf Unterfamilien der Widderchen unterscheiden sich zum Teil stark voneinander. Die meisten Falter erreichen Flügelspannweiten von 10 bis 30 Millimeter, Arten der Chalcosiinae variieren zwischen 10 und 120 Millimetern Flügelspannweite. Sie haben einen langen, mittel bis kräftig gebauten Körper. Ihre Vorderflügel sind 2 bis 2,5 mal so lang, wie breit. Einige Arten, besonders die der Procridinae, weisen metallisch glänzende Flügel auf. Die meisten in Mitteleuropa vorkommenden Arten haben schwarze Flügel mit einer unterschiedlichen Anzahl an rot gefärbten Flecken, von denen sich der Name Blutströpfchen ableitet. Die Hinterflügel sind in etwa gleich breit wie die Vorderflügel und sind abgerundet. Die fadenförmigen, gezähnten oder gefiederten Fühler werden halb so lang bis etwa gleich lang wie die Vorderflügel und sind bei manchen Arten zum Ende langgezogen keulen- bzw. kolbenförmig verdickt. Neben den Facettenaugen haben alle Arten – bis auf die Phaudinae – Punktaugen (Ocelli). Sowohl die Maxillar- als auch Labialpalpen sind sehr kurz, der ungeschuppte Saugrüssel ist bei fast allen Arten gut entwickelt, nur bei wenigen ist er zurückgebildet.
Die Vorderflügel haben 13 Flügeladern mit zwei Analadern (1b und 1c), die Hinterflügel haben 9 oder 10 Adern mit drei Analadern (1a, 1b und 1c).

### Merkmale der Raupen
Die Raupen der Procridinae, Chalcosiinae und Zygaeninae sind gedrungen und haben einen breiten Körper. Ihre Kopfkapsel ist unter dem nach vor stehenden Prothorax verdeckt. Sie haben neben den Thorakalbeinen vier Bauchbeinpaare und den Nachschieber. Auf beiden Seiten tragen sie je sechs Tracheenöffnungen. Die Raupen der verbleibenden zwei Unterfamilien sind schneckenähnlich, ähnlich, wie die Raupen der Schneckenspinner (Limacodidae) und sind lebhaft gefärbt. Sie sind noch wenig erforscht.

## Lebensweise
Obwohl die Widderchen zu den Nachtfaltern gezählt werden, sind fast alle Arten am Tag aktiv, nur sehr wenige Arten fliegen nachts und lassen sich durch künstliches Licht anlocken. Ihr Flug ist je nach bewohntem Klimabereich unterschiedlich. Die meisten in der Paläarktis lebenden Arten haben einen langsamen, trägen Flug, tropische Arten und dort vor allem die Chalcosiinae fliegen sehr schnell und legen kaum Pausen ein.
Einige Arten können bei Störung einen durchsichtigen oder weißen bis gelblichen Schaum zwischen Facettenaugen und Saugrüssel produzieren.
Die Falter fliegen in Mitteleuropa im Hochsommer. Sie sitzen am späten Nachmittag, oft in größeren Gruppen, bevorzugt auf violetten Blüten, die die anderen Pflanzen überragen, und saugen Nektar. Sie leben sowohl auf trockenem Magerrasen, wo sie Witwenblumen (Knautia spec.), Tauben-Skabiosen (Scabiosa columbaria) und Disteln (Carduus spec. und Cirsium spec.) bevorzugen, als auch im nassen Grünland und an feuchten Waldlichtungen, wo sie gerne auf Kratzdisteln (Cirsium spec.) sitzen. Allerdings sind sie nicht wählerisch und besuchen bei Fehlen der bevorzugten Pflanzen auch andere.

## Entwicklung
Die Eier der Widderchen sind oval und leicht abgeflacht. Sie sind weiß, weißlich gelb, gelb oder grünlich gefärbt. Die Weibchen legen ihre Eier einzeln, in Reihen, Spiegeln oder in Gelegen übereinander ab. Manche Arten überziehen die Eier mit Haaren, wie z. B. mehrere australische Procridinae-Arten, die am Hinterleib dafür eigene Büschel aus Brennhaaren haben.
Die Raupen fressen in der Regel frei auf den Pflanzen sitzend, es gibt aber auch einige Arten, deren Raupen in Ästen bohren oder in Blättern minieren.
Die Raupen fressen in Europa vor allem an Schmetterlingsblütlern (Faboideae), Doldengewächsen (Apiaceae) und Rosengewächsen (Rosaceae).
Die Verpuppung erfolgt meist am Boden in einem zarten, seidenen oder pergamentartigen Kokon, bei manchen Arten findet man letztere auch auf Ästen und Stämmen. Es gibt aber auch Arten, die sich auf oder unter Felsen oder innerhalb der Pflanzen verpuppen.

## Giftigkeit
Die Arten der Procridinae, Chalcosiinae und Zygaeninae sind giftig und deswegen für Fressfeinde ungenießbar. Sie enthalten cyanogene Glycoside (Linamarin und Lotaustralin), die zwar auch in mehreren Futterpflanzen der Raupen enthalten sind, aber von den Tieren aus den Aminosäuren Valin und Isoleucin biosynthetisiert werden. Darüber hinaus können alle diese Arten Blausäure (Cyanwasserstoff) durch enzymatische Spaltung der beiden cyanogenen Glycoside freisetzen. Gleichzeitig können sie Blausäure durch das Enzym β-Cyanoalanin-Synthetase abbauen und unschädlich machen. Deswegen sind die Imagines äußerst schwer mit den von Insektensammlern in der Regel verwendeten Cyaniden abzutöten. Pyromorpha cuchumatana z. B. zeigt erst nach bis zu 30 Minuten Blausäuregaseinwirkung eine Reaktion.
Sowohl die zumeist rot-schwarz gefärbten oder metallisch glänzenden Falter als auch die bei vielen Arten gelb-schwarz gezeichneten Raupen signalisieren ihre Giftigkeit mit diesen Warnfarben (Aposematismus). Zahlreiche Arten der Widderchen imitieren sich gegenseitig, darüber hinaus gibt es auch Falter anderer Schmetterlingsfamilien, die von der Ähnlichkeit zu den giftigen Widderchen profitieren (Mimikry), wie z. B. das Weißfleck-Widderchen (Amata phegea) aus der Familie der Bärenspinner (Arctiidae).

## Gefährdung und Schutz
Da die Tiere sehr standorttreu und auch leicht nachzuweisen sind, eignen sie sich hervorragend als Bioindikatoren für den Naturschutz.
Der Bestand an Widderchen nimmt insgesamt ab, da durch die Stickstoffdüngung und die intensivierte Nutzung der Wiesen durch die Landwirtschaft immer mehr Raupennährpflanzen verschwinden. Auch durch Trockenlegung feuchter Wiesen und durch den Verlust weiterer Biotope wie Hecken und Magerrasen wird ihr Lebensraum immer weiter eingeschränkt. Aus diesen Gründen sind nahezu alle Widderchen in Mitteleuropa gefährdet oder stark gefährdet.

## Systematik
Die Familie der Widderchen ist in ganz Europa mit 67 Arten vertreten, von denen in Mitteleuropa 31 Arten vorkommen.

### Procridinae (Grünwidderchen)
- Adscita albanica (Naufock, 1926) CH
- Alpen-Grünwidderchen (Adscita alpina) (Alberti, 1937) A, CH
- Adscita capitalis (Staudinger, 1879)
- Sonnenröschen-Grünwidderchen (Adscita geryon) (Hübner, 1813) A, CH, D
- Adscita italica (Alberti, 1937)
- Adscita jordani (Naufock, 1921)
- Adscita krymensis Efetov, 1994
- Adscita obscura (Zeller, 1847)
- Adscita schmidti (Naufock, 1933)
- Ampfer-Grünwidderchen oder Sauerampfer-Grünwidderchen (Adscita statices) (Linnaeus, 1758) A, CH, D
- Adscita bolivari (Agenjo, 1937)
- Südwestdeutsches Grünwidderchen (Adscita mannii) (Lederer, 1852) A, CH, D
- Jordanita algirica (Rothschild, 1917)
- Jordanita carolae (Dujardin, 1973)
- Jordanita cirtana (Lucas, 1849)
- Jordanita cognata (Herrich-Schäffer, 1852)
- Jordanita hispanica (Alberti, 1937)
- Jordanita horni (Alberti, 1937)
- Jordanita maroccana (Naufock, 1937)
- Jordanita minutissima (Oberthür, 1916)
- Jordanita chloros (Hübner, 1813) A, CH, D
- Jordanita chloronota (Staudinger, 1871)
- Jordanita fazekasi Efetov, 1998
- Flockenblumen-Grünwidderchen (Jordanita globulariae (Hübner, 1793)) A, CH, D
- Jordanita graeca (Jordan, 1907)
- Jordanita hector (Jordan, 1907)
- Jordanita tenuicornis (Zeller, 1847)
- Jordanita vartianae (Malicky, 1961)
- Jordanita anatolica (Naufock, 1929)
- Jordanita subsolana (Staudinger, 1862) A, CH, D
- Jordanita syriaca (Alberti, 1937)
- Jordanita budensis (Ad. & Au. Speyer, 1858) A
- Jordanita kurdica (Tarmann, 1987)
- Jordanita paupera (Christoph, 1887)
- Jordanita rungsi (Dujardin, 1973)
- Jordanita volgensis (Möschler, 1862)
- Skabiosen-Grünwidderchen (Procris notata) (Zeller, 1847) A, CH, D
- Dunkles Grünwidderchen oder Heide-Grünwidderchen (Rhagades pruni) (Denis & Schiffermüller, 1775) A, CH, D
- Rhagades amasina (Herrich-Schäffer, 1851)
- Rhagades predotae (Naufock, 1930)
- Theresimima ampellophaga (Bayle-Barelle, 1808)

### Chalcosiinae
- Trauerwidderchen oder Rheintal-Zwergwidderchen (Aglaope infausta) (Linnaeus, 1767) CH, D

### Zygaeninae (Rotwidderchen)
- Elegans-Widderchen oder Ungeringtes Kronwickenwidderchen (Zygaena angelicae) Ochsenheimer, 1808 A, CH?, D
- Zygaena anthyllidis Boisduval, 1828
- Esparsetten-Widderchen (Zygaena carniolica) (Scopoli, 1763) A, CH, D
- Zygaena brizae (Esper, 1800) A
- Zygaena centaureae Fischer de Waldheim, 1832
- Zygaena contaminei Boisduval, 1834
- Zygaena corsica Boisduval, 1828
- Haarstrang-Widderchen (Zygaena cynarae) (Esper 1789) A, D
- Zygaena dorycnii Ochsenheimer, 1808
- Veränderliches Rotwidderchen oder Beringtes Kronwickenwidderchen (Zygaena ephialtes) (Linnaeus, 1767) A, CH, D
- Zygaena erythrus (Hübner, 1806)
- Hochalpenwidderchen (Zygaena exulans) (Reiner & Hohenwarth, 1792) A, CH, D
- Bergkronwicken-Widderchen, Gelbkronwicken-Rotwidderchen oder Glückswidderchen (Zygaena fausta) (Linnaeus, 1767) A, CH, D
- Sechsfleck-Widderchen oder Blutströpfchen (Zygaena filipendulae) (Linnaeus, 1758) A, CH, D
- Zygaena hilaris Ochsenheimer, 1808
- Zygaena ignifera Korb, 1897
- Zygaena laeta (Hübner, 1790) A
- Zygaena lavandulae (Esper, 1783)
- Hornklee-Widderchen oder Klee-Rotwidderchen (Zygaena lonicerae) (Scheven, 1777) A, CH, D
- Beilfleck-Rotwidderchen (Zygaena loti) (Denis & Schiffermüller, 1775) A, CH, D
- Bibernell-Widderchen (Zygaena minos) (Denis & Schiffermüller, 1775) A, CH, D
- Zygaena nevadensis Rambur, 1858
- Zygaena occitanica (Villers, 1789)
- Zygaena orana Duponchel, 1835
- Platterbsen-Widderchen (Zygaena osterodensis) Reiss, 1921 A, CH, D
- Zygaena oxytropis Boisduval, 1828
- Zygaena punctum Ochsenheimer, 1808, A
- Thymian-Widderchen (Zygaena purpuralis) (Brünnich, 1763) A, CH, D
- Zygaena rhadamanthus (Esper, 1789)
- Zygaena romeo Duponchel, 1835 CH
- Zygaena rubicundus (Hübner, 1817)
- Zygaena sarpedon (Hübner, 1790)
- Zygaena sedi Fabricius, 1787
- Hufeisenklee-Widderchen (Zygaena transalpina) (Esper, 1780) A, CH, D
- Sumpfhornklee-Widderchen oder Feuchtwiesen-Widderchen (Zygaena trifolii) (Esper, 1783) A, CH, D
- Kleines Fünffleck-Widderchen (Zygaena viciae) (Denis & Schiffermüller, 1775) A, CH, D